# Кыст-аль-Хинди

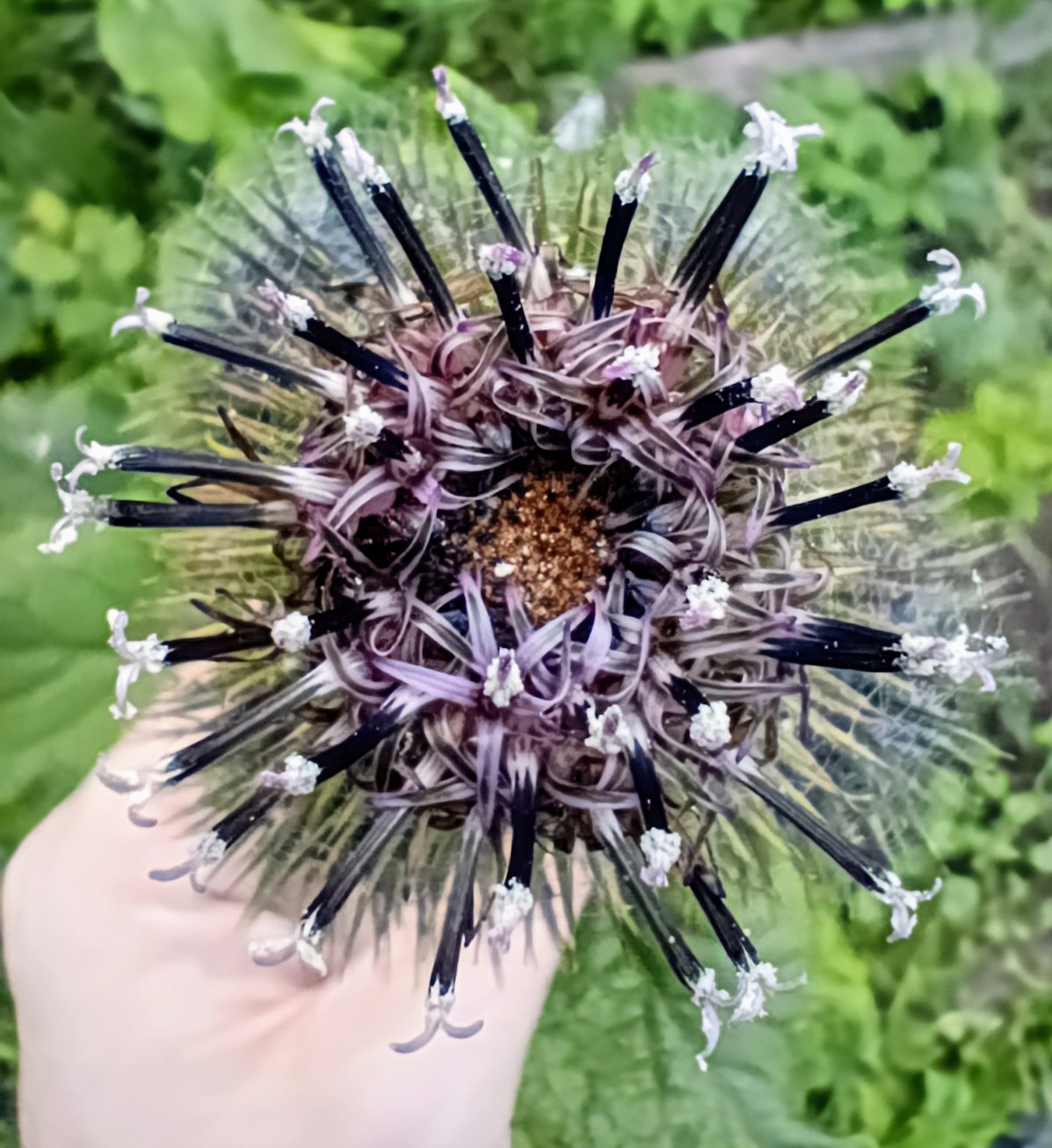
Saussurea costus (кыст аль хинди), цветение, вид на соцветие сверху, культивирован в Ярославской области, Россия

Кыст-аль-Хинди (лат. Saussurea costus) в переводе с арабского, Индийский Костус  — это высокогорное травянистое растение из семейства Сложноцветных, эндемик северо-западных Гималаев, известное своими ценными лекарственными и ароматическими свойствами и использующееся человеком более 2500 лет. Так же известен как Костус, Снежный лотос, Путчук, Костус арабский, Костус морской, Кыст бахри, Аукландия Костус, Доломея Костус, Соссюрея Костус или Ароматное дерево облаков (кит. 雲木香, пиньинь: Юньмусян). Произрастает на высоте 2600-4000 м. Родиной индийского костуса считается Кашмир. Наиболее ценной частью кыст аль хинди является корень, который обладает выраженным сладковатым ароматом и горьким вкусом. Считается, что корень индийского костуса обладает различными лечебными свойствами. Эфирные масла, извлеченные из корня индийского костуса, использовались в народной медицине и в парфюмерии с древнейших времен. Под названием снежного лотоса применяется в традиционной тибетской медицине, в частности входит в состав препарата Падма 28.
Индийский костус известен под разными именами, кушта на санскрите, кыст на арабском, кут на индийском и кашмирском, путчук на бенгальском, костум на тамильском, куст на пунджаби, кошт на иврите, костум на латыни.

## Поиски настоящего костуса, путаница и фальсификация

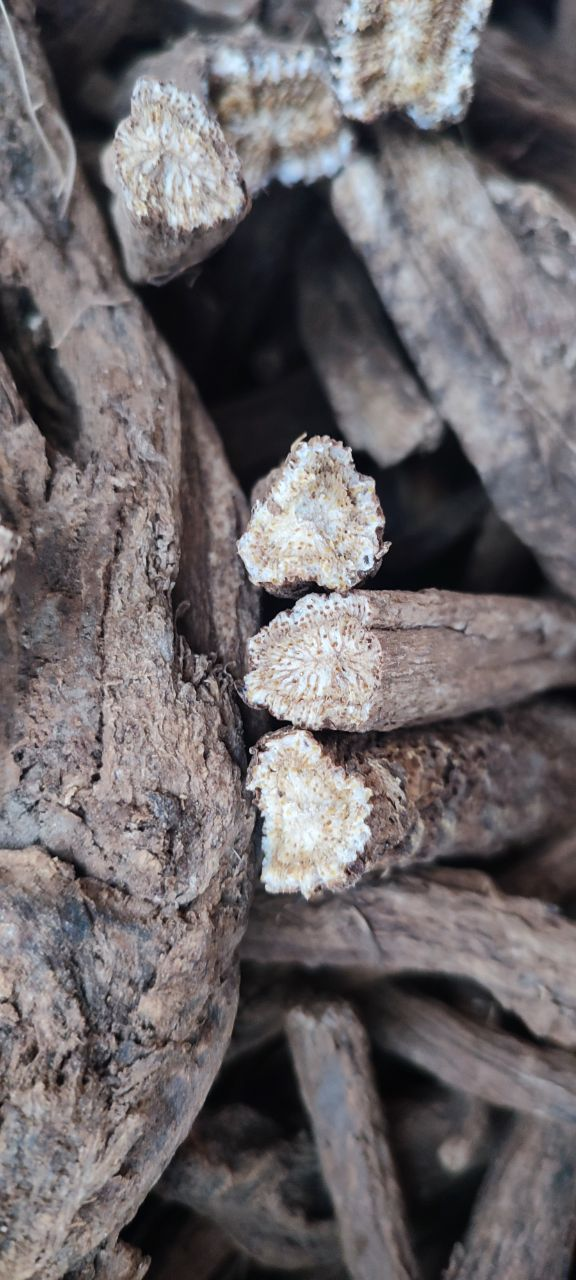
Корни Индийского костуса / кыст аль хинди (Saussurea costus), высушенные, ароматные

Одно из самых ранних описаний лечебных свойств и приятного аромата корня костуса встречается в "Материи Медике" древнеримского врача Диоскорида. Диоскорид описал несколько сортов костуса: самый лучший "Арабский", затем "Индийский" и низший сорт "Сирийский" (это одно и то же растение, различаются по качеству и степени свежести корня), а так же предостерегал о фальсификации костуса с помощью корневищ других растений и в частности гелениума (растения из семейства Имбироцветных). Древнеперсидские ученые отмечали, что корень назывался Костусом Арабским, а также Костусом Морским (кыст бахри), что отражало не два разных растения, а лишь тот факт, что корень доставлялся в арабские страны морским путем из Индии. С тех пор многие ботаники пытались установить видовую принадлежность костуса, описанного в Материи Медике. В начале 19-го века профессор Ройль, который изучал флору Гималаев, сделал описание растения, обнаружил корень костуса под названием Путчук на рынке пряностей Калькутты и установил его тождественность с костусом Диоскорида. Тоже самое сообщает Айнсли в "Материи Индике" отмечая, что Путчук - это тамильский синоним Костуса Арабского из античных описаний Диоскорида. Многочисленные доказательства этого в 1840 году были приведены Фальконером, который дал костусу новое видовое название - Аукландия костус, в честь генерал-губернатора Индии Георга эрла Окленда, который помог снарядить экспедицию в Кашмир на поиски этого ценного растения. Там они обнаружили костус, который произрастал на склонах гор в изобилии, но зона произрастания была ограничена. Огромные количества этого корня ежегодно собирались местными жителями и транспортировались по всей Индии и за рубеж в страны Персидского залива и Китай. Сильный запах от корня костуса защищал ценный груз от порчи червями. Фальконер отмечал, что среди жителей Кашмира, Пунджаба и Бенгалии большой популярностью пользовались стебли и корни костуса в качестве подвесок-амулетов от "сглаза" под названием "Вуфт-Ангил", "Мул-Гатти" (или Мул-Кут) и "Пунги", особенно для защиты детей. Фальконер писал, что Китай потребляет огромное количество костуса в качестве благовония для их храмов и богов, а так же используют как афродизиак.

### Растения с похожими названиями
Из-за похожих названий многие люди путают индийский костус (лат. Saussurea costus) из семейства Астровых с костусом арабским (лат. Costus arabicus) и костусом прекрасным (лат. Costus speciosus) из семейства Костусовых порядок Имбирецветных. Более того данная ошибка распространена даже в современных научных публикациях. Как сообщается, истоки этой путаницы восходят к Карлу Линнею, который по ошибке назвал костусом арабским растение из семейства Имбироцветных, которое не имело никакого отношения к костусу из описаний Диоскорида. Другие исследователи не согласились с Карлом Линнеем и вскоре был обнаружен настоящий костус (лат. Saussurea costus), который назывался Кушта, Кут или Куст с древнейших времен и являлся тем самым арабским костусом времен античности. Именно индийский костус является тем самым лекарственным корнем столь популярным во всем мире и рекомендованным в Медицине Пророка.

### Подделки

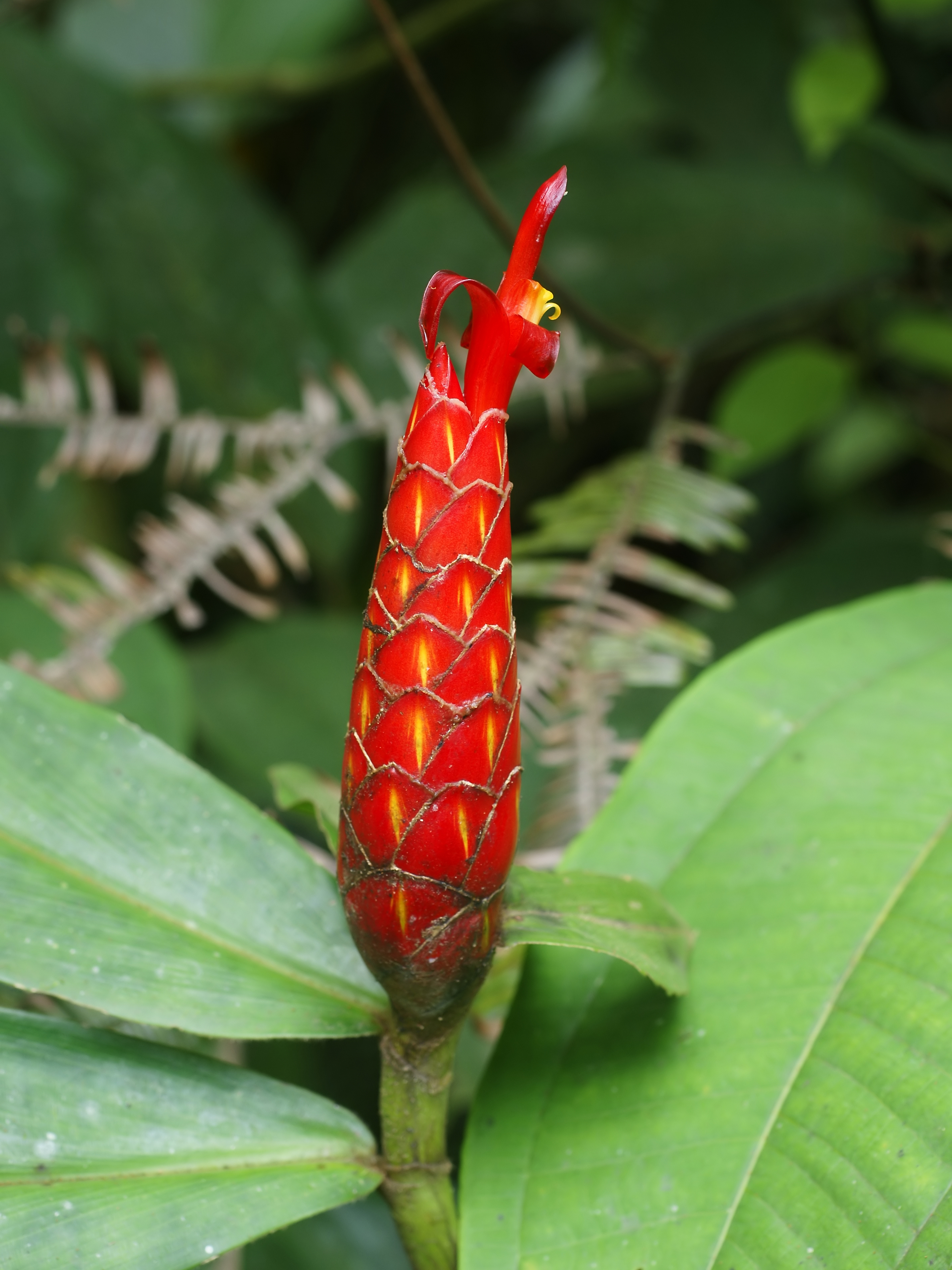
Разновидность Костуса из семейства Костусовых (Costacea), который из-за схожего названия часто ошибочно принимают за кыст аль хинди / настоящий индийский костус (Saussurea costus)

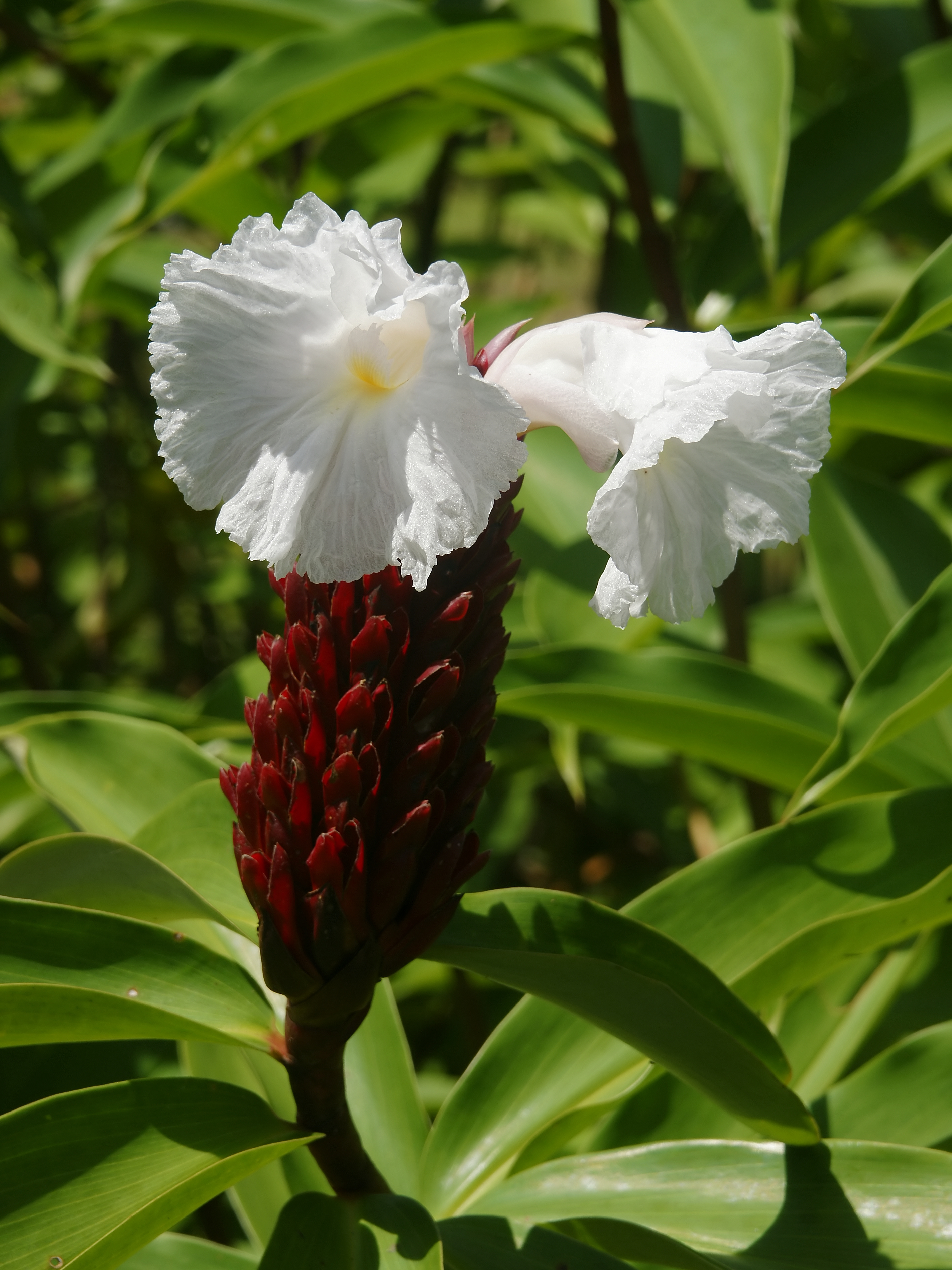
Костус прекрасный (Cheliocostus speciosus), который часто ошибочно принимают за кыст аль хинди / настоящий индийский костус (Saussurea costus)

В настоящее время популяция этого ценного растения сократилась более чем на 80% и кыст аль хинди находится на грани полного исчезновения и запрещен к вывозу из Индии в любой форме. В связи с этим на мировых рынках все большее распространение получают различные имитации корня настоящего индийского костуса. Чаще всего его подделывают с помощью корня Аристолохии или кирказон слабый (лат. Aristolochia debilis), который внешне почти не отличим от оригинала. Такая подделка особенно опасна для здоровья, поскольку содержит токсичную и канцерогенную аристолоховую кислоту, которая может приводить к повреждениям почек и раку. Другой наиболее распространённой имитацией кыст аль хинди является девясил индийский (лат. Inula racemosa), корень которого проявляет сходные лечебные свойства и имеет похожий приятный аромат. Кроме того, кыст аль хинди подделывают, используя корневища владимирии (лат. Vladimiria berardioidea), девясила высокого (лат. Inula helenium), лопуха большого (лат. Arctium lappa) и других растений.

## Таксономия
Индийский костус относится к семейству Астровых (лат. Asteraceae). Недавнее исследование установило, что костус принадлежит к роду Доломей (лат. Dolomiaea), а не роду Соссюрей (лат. Saussurea) как считалось ранее. Поэтому сейчас более корректным латинским названием индийского костуса является Доломея костус (лат. Dolomiaea costus).

## Описание

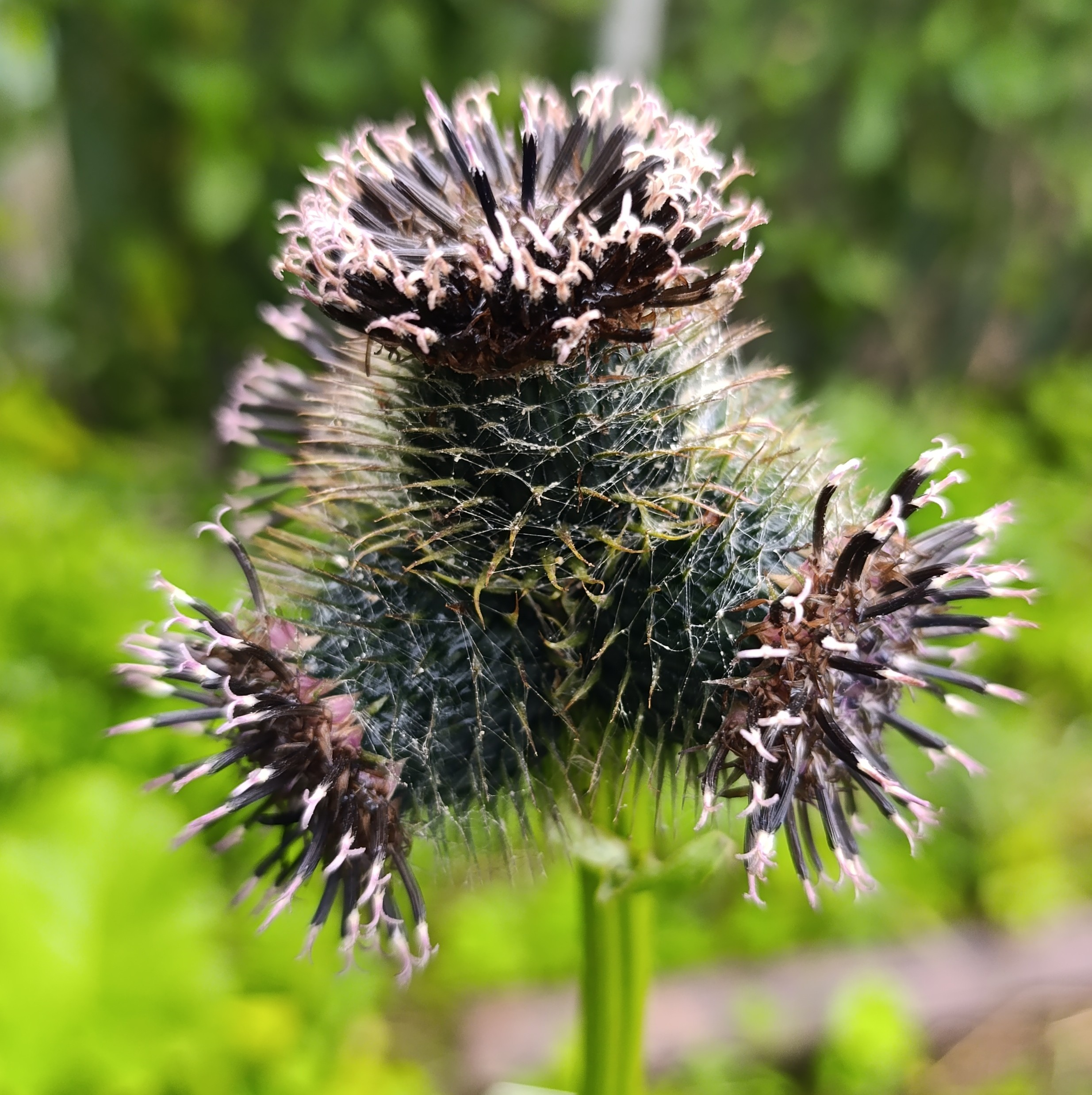
Saussurea costus соцветия (цветение кыст аль хинди

Индийский костус - это многолетнее травянистое растение 1–2 м в высоту и 1 м в ширину с крепким, прямостоячим стеблем, покрытым короткими мягкими волосками (опушением). Нижние листья крупные, лировидные, длиной от 0,5 до 1,25 метра, перепончатые, с неравномерно зубчатым краем, шероховатые сверху и гладкие снизу, с ушковидным основанием. Верхние листья значительно мельче, чаще всего почти сидячие. Соцветия округлой формы, плотные, пурпурного цвета, диаметром от 2,4 до 4 см, собраны группами по 2–5 на верхушках побегов или в пазухах листьев. Венчик цветка трубчатый, длиной около 2 см. На плодоносящих цветках развивается длинный, пушистый хохолок (паппус) длиной примерно 1,7 см. Плод представляет собой изогнутое, опушённое, сжатое и чашевидное семя. Корни растения мощные и могут достигать 40 см, имеют тёмно-коричневую окраску.
Внешний вид растения напоминает репей, но соцветия у костуса крупнее и не имеют типичных для соцветий репейника крючков. У лопуха листья не имеют лировидного строения как у костуса, а корень не имеет ароматических свойств (лат. Arctium lappa).

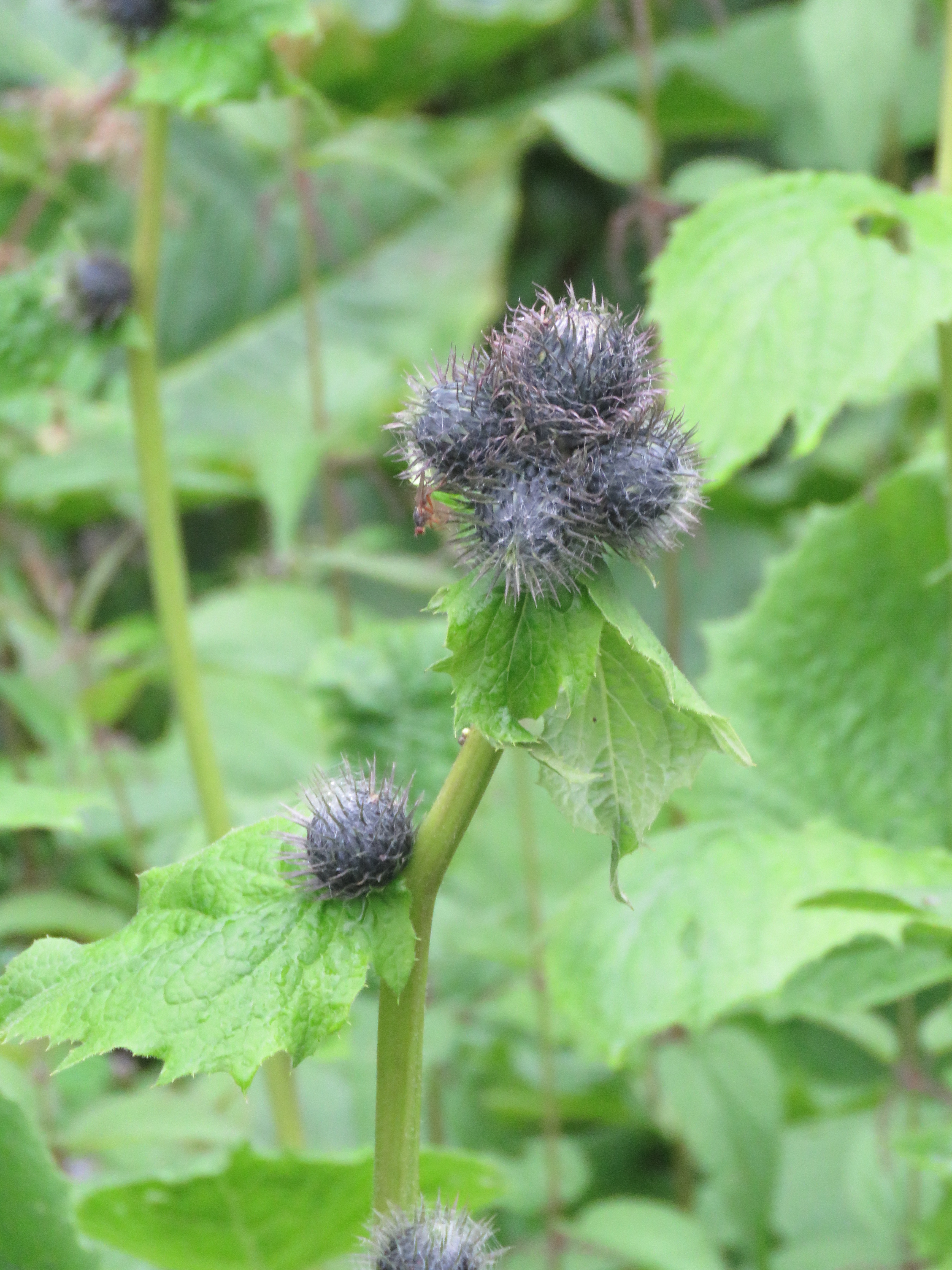
Соцветия Индийского Костуса в Гималаях, Индия

## Местообитание
Обычно костус встречается на высоте от 2500 до 4000 м над уровнем моря в Индии ; включая Гималаи , Кашмир , Джамму , Западные Гаты и долину Кишенганга. Цветение длится с июля по август, а семена созревают с августа по сентябрь. Растение можно выращивать на самых разных почвах, от легких песчаных, средних до тяжелых глинистых, кислых, нейтральных или основных, щелочных почв, предпочитает влажные почвы. Количество солнечного света, может варьироваться от полутенистых участков до участков без тени.

## Культивация

### Индия

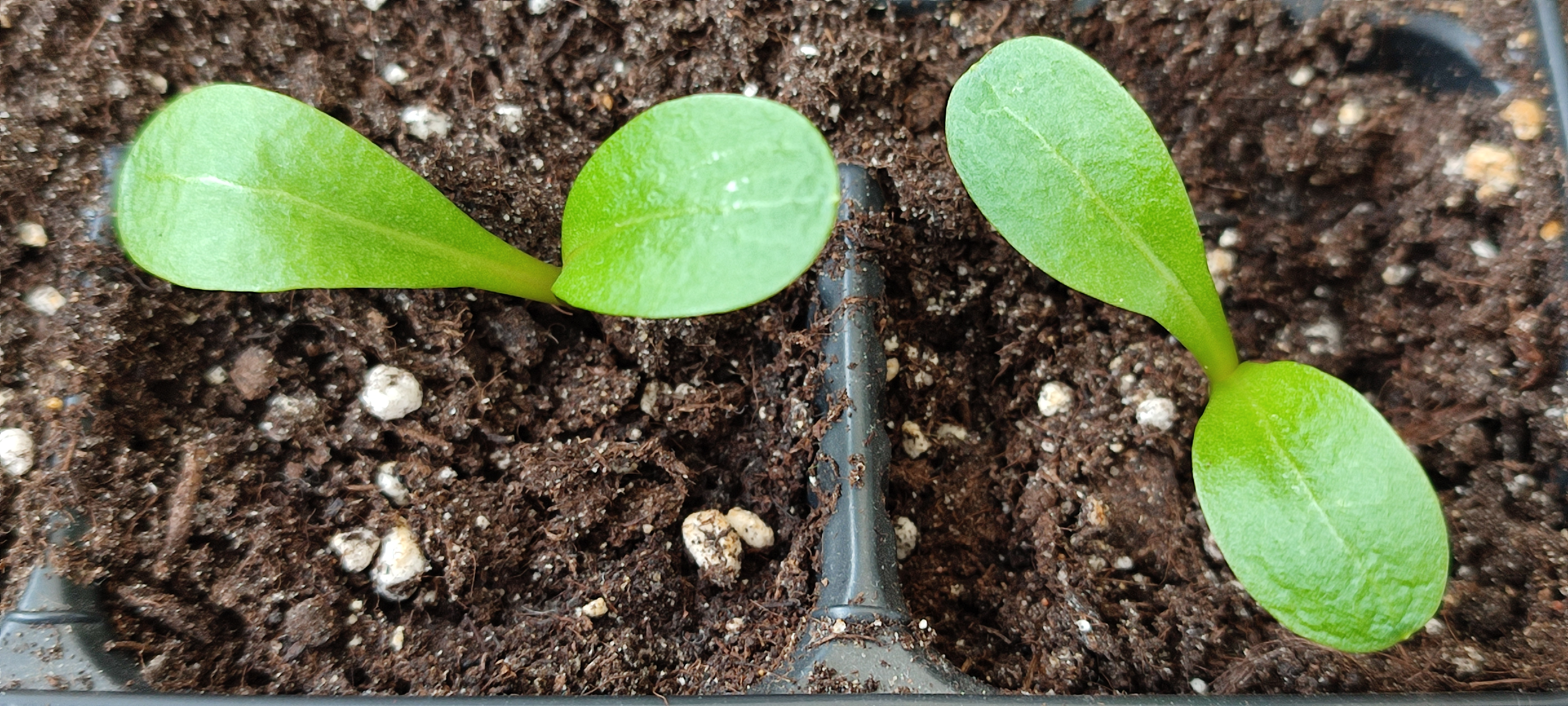
Семядольные листья костуса индийского (кыст аль хинди), Saussurea costus

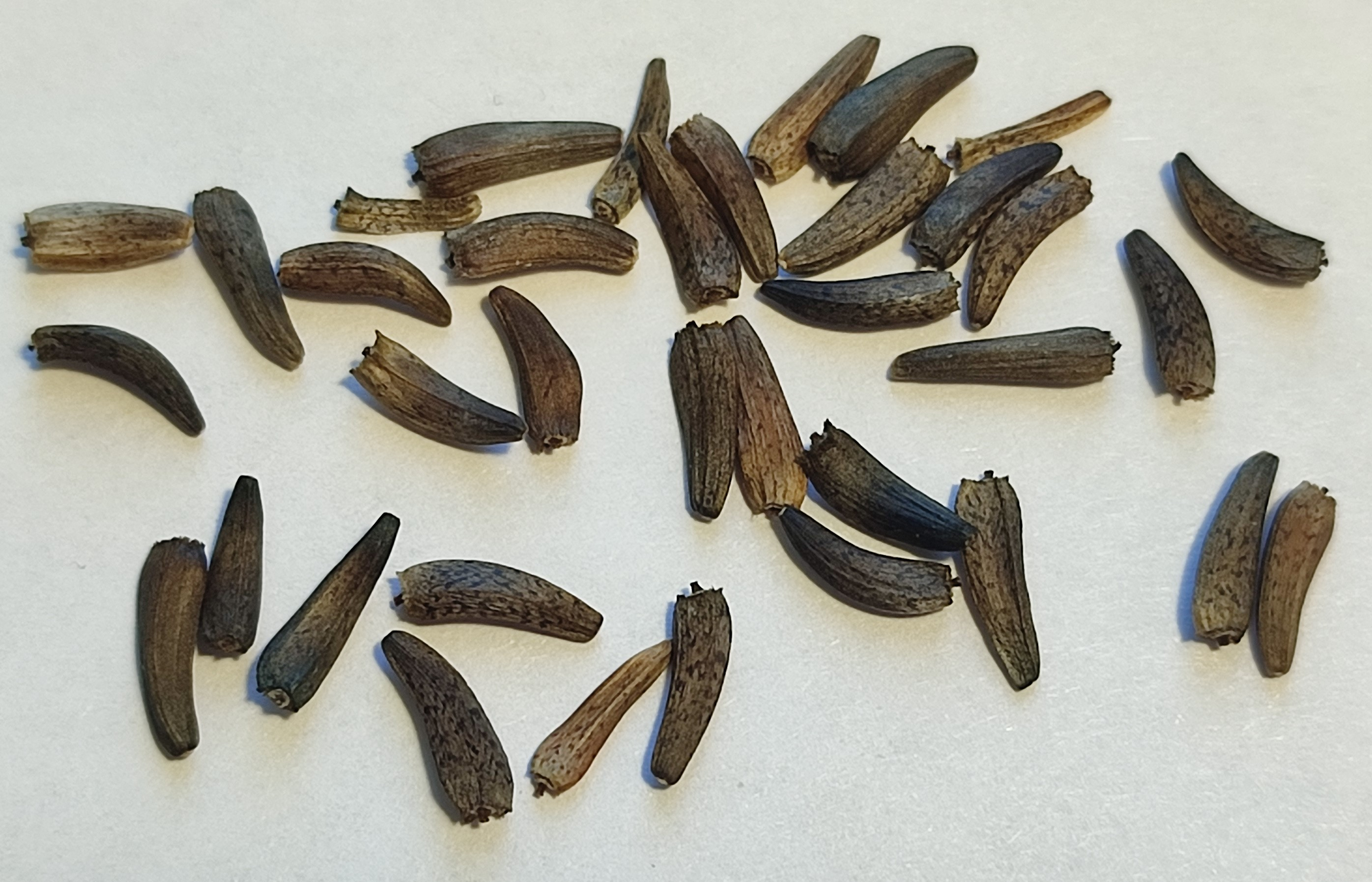
Внешний вид семян костуса индийского (кыст аль хинди), Saussurea costus

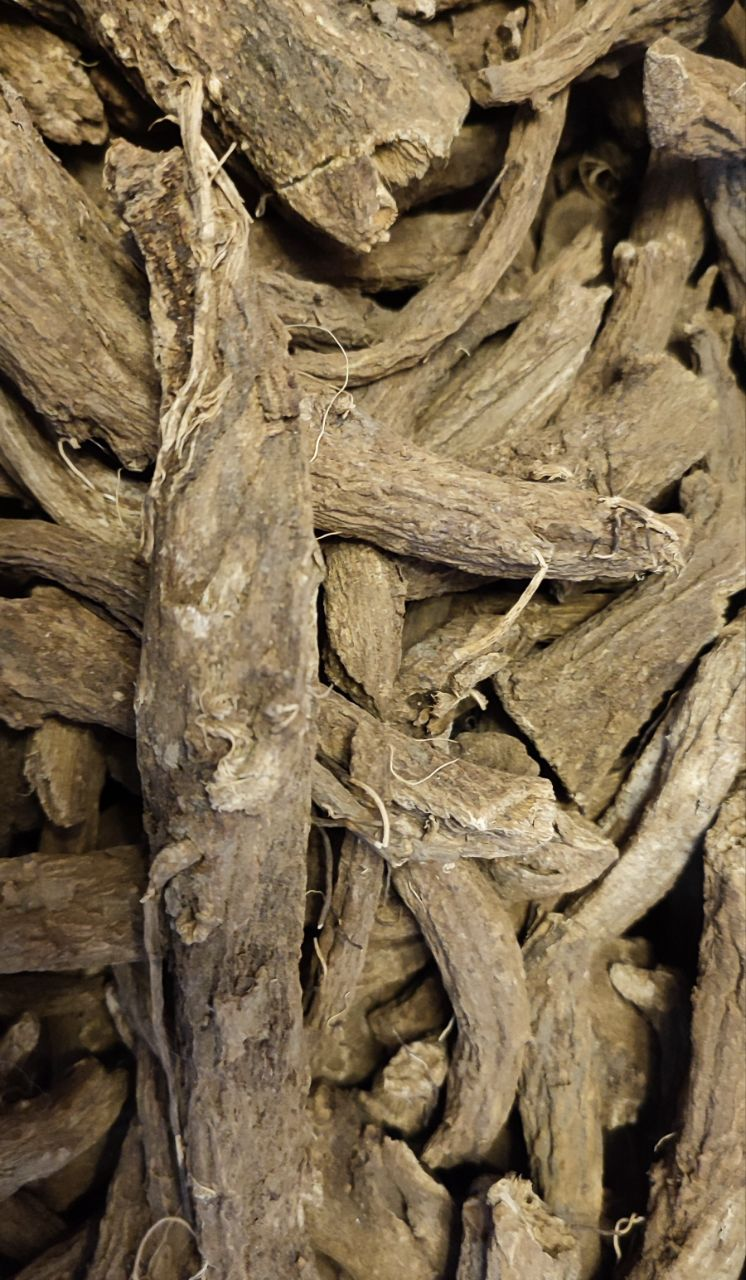
Saussurea costus сушеные корни кыст аль хинди, культивированный в Индии (Гималаи)

Кыст аль хинди культивируется как лекарственное растение. Регион выращивания включает в основном в Индии штат Химачал-Прадеш и Джамму-Кашмир - это место его происхождения. Исследование показало, что высота культивации влияет на процент прорастания и приживаемости семян, было доказано, что большая высота способствует высокому проценту приживаемости и всхожести семян. Вот почему кыст аль хинди успешно произрастает в Гималаях, на больших высотах. Культивация в первую очередь сосредоточена на корнях растений. Большая часть корней экспортируется в Китай и Японию, поскольку они служат крупным товаром для торговли в Кашмире. Однако этот вид торговли в настоящее время контролируется государством из-за его чрезмерной эксплуатации. Из-за чрезмерного сбора индийский костус находится на грани полного исчезноваения и был включен в Приложение I СИТЕС. Кашмирские фермеры отказываются от культивации костуса, потому что на выращивание и продажу этого растения требуются специальные разрешения и сертификаты от правительства. Кроме того костусу требуется 3 года, чтобы корень набрал необходимые кондиции, что еще больше уменьшает интерес к выращиванию этого растения. За место костуса кашмирские фермеры стали массово выращивать, например, Девясил индийский, который обладает похожими свойствами и не включен в Красную Книгу. По данным CITES в 2009 году в Индии произведено около 10 тонн корней костуса из культивированного сырья, почти весь костус индийского происхождения покупается Китаем или потребляется внутри Индии. По данным CITES из-за того, что рынок наводнен более дешевым китайским костусом, культивация этого корня в Индии практически прекратилось, поскольку индийский костус более дорогой и фермерам стало не выгодно выращивать его .

### Китай
В настоящее время Китай - главный экспортер корня костуса по всему миру. Китай культивирует корень костуса в больших объемах (около 1000 тонн) и продолжает наращивать производство. В Китае существует собственная природная популяция костуса (Saussurea costus), который по химическому составу отличается от индийского костуса. Костус индийского происхождения значительно богаче ключевыми соединениями (включая дегидрокостуслактон, дегидрососсурея лактон, костус лактон). Китайский костус часто смешивается или подменяется на корни Кирказона, которые содержат токсичную аристолохиевую кислоту. .

### Пакистан
В Пакистане рядом с границей с Индией существует несколько ограниченных точек произрастания костуса.

### Россия

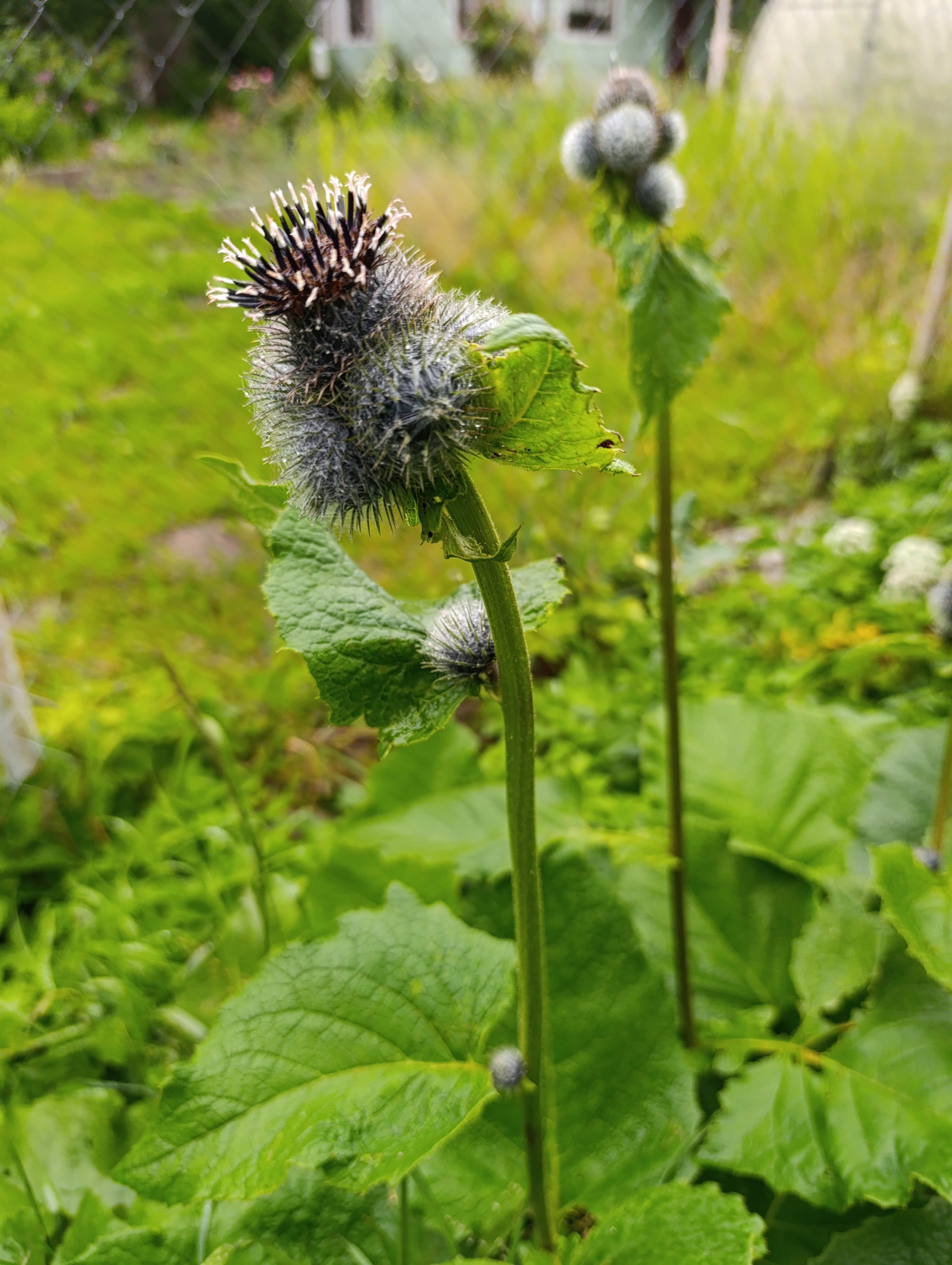
Костус индийский, цветение в Ярославской области, Россия

Существуют успешные попытки культивации костуса индийского в России в открытом грунте на территории Ярославской области, поскольку корневище растения обладает хорошей зимостойкостью (Видео на YouTube). Кроме того, Saussurea costus культивируется в Московской области. Дата обращения: 6 июля 2025..

## Исторические сведения

### Древняя Индия
В Аюрведе костус назывался Кушта и относился к древнему ведическому божеству растений. Костус упоминается в Атхарва Ведах как средство от такмана (архетипической болезни избытка или джвары (лихорадки)). В древней Индии Кушта (костус) считался божественным растением, происходящим из небесных источников, поскольку растет высоко в Гималаях. Костус считался братом божественной Сомы (напиток дарующий бессмертие). Кыст-аль-Хинди особенно популярен у индуистских мудрецов Риши (хранители ведической системы знаний), которые используют его в пищу. В древнеиндийских Атхарва Ведах в пятом томе приводится старейшее мифологическое описание-гимн Костуса индийского:
| "Кушта Ошадхи" (Свет целебного растения Костус), перевод с санскрита профессора Тулси Рам |
| --- |
| Ты, Кушта, — сильнейшее из растений, выросшее в горах, разрушитель лихорадки, приди и изгони жар, псориаз и проказу. |
| Рождённое на снежных горах, под крылом птицы Гаруды, там где растут целебные растения с прекрасными листьями и золотой силой, наделённые свойствами противоядия — люди, услышав, что ты уничтожаешь лихорадку, готовы добыть тебя за золото и богатство.                                                                                                |
| На третьем небе, там где растет мировое Древо Ашваттха - божественный престол, боги обрели Кушту - глаз бессмертия. В третьей высшей области тела — в голове, где находятся органы чувств и воли, внутренним зрением люди видят божественное во время медитации. Там, в высшем сознании, начинается исцеление от болезни благодаря силе растения Кушты. |
| По небу проплывал золотой корабль, в небесном пространстве боги обрели Кушту - цветок несущий амриту (нектар бессмертия). В воображении человека в золотом сиянии расцветает цветок бессмертия. И в этом озаренном уме жар излечивается с помощью растения Кушта.                                                                                       |
| Золотые пути ведут праведников к истине. Золотые ладьи пересекают океаны. Этими путями боги приносят Кушту для исцеления. |
| О, Кушта! Прими этого человека, освободи его тело от болезни. Даруй ему здоровье и освобождение от страданий. |
| Ты рождена от богов, и божественной Соме приходишься братом, о Кушта, — будь благотворной и исцели человека, восстанови его дыхание, жизненную силу (прана, вьяна), восстанови его зрение — внешнее и внутреннее. |
| Ты выросла на снежных горах в Гималаях, а затем была принесена на восток к народам, среди которых имена Кушты стали самыми славными, где различали и использовали твои наилучшие качества. |
| Высшее твоё имя, Кушта, и высшим назван тот, кто тебя вырастил и оберегал. Удали весь якшма (истощающие болезни, инфекции) и сделай так, чтобы такман (жар) исчез навсегда. |
| От головных болей и поражений мозга, груди, от слабости зрения и немощи тела — всё это изгоняет Кушта. Истинно она — сила божественная в растительном обличье для исцеления человека. |

В Аюрведе Кушта — это расаяна для Ваты, считающаяся нормализующей и укрепляющей пищеварение, очищающей организм от токсичных накоплений, повышающей фертильность и уменьшающей боль. Его высушенный порошок является основным ингредиентом мази от язв; это также средство для мытья волос в целях укрепления и предотвращения выпадения волос.

### Древний Рим
Известный на греческом языке как kostos или kostarin и на латыни как costum , он использовался в качестве специи в древнем Риме и Византии, когда его использовали для ароматизации вина. Плиний описал костус как имеющий «жгучий вкус и изысканный аромат».
Диоскорид сообщает о костусе в Материи Медике следующее: "лучшим является арабский костус — белый и светлый, с ощутимым приятным запахом (корня); следующий индийский — полный, светлый и черный, как ферула. Третий — сирийский — тяжелый, цвета (деревянного) ящика, с резким запахом. Лучше всего свежий, белый, полный на всем протяжении, толстый, сухой, не червивый, не с протухшим запахом, а с жгучим вкусом. Он обладает согревающим и мочегонным действием, отгоняет менструальные выделения и полезен при заболеваниях матки в виде суппозиториев, промываний [спринцеваний] или теплых компрессов. Две унции костуса (выпитые в напитке) помогают укушенному гадюкой, при заболеваниях грудной клетки и при судорогах. Его дают при газах в желудке с вином и полынью, смешанный с медовухой костус вытягивает яд, а смешанный с водой изгоняет червей. Мазь из костуса, приготовленная с маслом, помогает тем, у кого озноб, а также от лихорадки, перед ожидаемым припадком, а также помогает парализованным. Втирание костуса в смеси с водой или медом снимает солнечные ожоги. Его также смешивают с теплыми компрессами и противоядиями. Некоторые фальсифицируют костус, подмешивая в него крепчайшие корни коммагены. Разница легко различима ибо этот гелениум не обжигает язык и не дает приятного, сильного и резкого запаха как у корня костуса." 

### Арабские страны и Ислам
Индийский Костус (Кыст-аль-Хинди) был рекомендован Пророком Мухаммадом в хадисах «Сахих Муслим». «Лечите индийским благовонием Кыст-аль-Хинди, потому что оно исцеляет от семи болезней; его следует вдыхать тому, у кого проблемы с горлом, и помещать в одну сторону рта тому, кто страдает плевритом».
Авиценна в Каноне врачебной науки сообщает о костусе (Куст) следующее "Куст бывает трех видов: один из них Аравийский, белый, легкий, ароматный; второй — Индийский, черный, легкий и горький. Есть
еще вид костуса с тяжелым запахом, называемый гвоздичным. Из этих видов худший тот, запах коего подобен запаху сабура, а цвет — черноватый. Румская разновидность похожа на самшит и отличается пронзительным запахом. К хорошему кусту иногда подмешивают твердые корни девясила высокого - такой костус не щиплет язык и не имеет сильного запаха. Лучший куст — белый, молодой, полный, не изъеденный червями и без протухшего запаха, который жжет и щиплет язык. За ним идет индийский — черный, легкий, и черный сирийский, лучшая разновидность которого — морской куст с тонкой корой. Ествество куста горячее в третьей степени, сухое — во второй. Его основное качество — сильная горечь и едкость. Костус полезен для всякого органа, который нужно согреть и отвлечь от него соки, находящиеся в глубине тела. Куст в виде мази с водой и медом сводит веснушки с кожи. Горький куст сушит влажные язвы. Куст помогает при расслаблении нервов и разрыве мышц. В виде лекарственной повязки это отличное средство от воспаления седалищного нерва. Костус полезен при летаргии, помогает от болей в груди. В виде питья, или если им окуривают через воронку, костус гонит месячные, убивает плод, гонит мочу, а также изгоняет паразитов, червей и придает силу для соития (афродизиак). Его вводят во влагалище при болях в матке, он помогает от холодных болей в ней, если его пить или сидеть в его отваре. Если его пить в вине, он приводит в движение естество. Силу для соития он придает только вследствие наличия в нем избыточной, раздувающей влажности. Куст в виде мази с оливковым маслом полезен при ознобе. Костус помогает от всяких укусов — укусов гадюки и других животных, если его пить с вином или с горькой полынью" .
Авиценна приводит рецепт Костусового масла "Кустовое масло пьют и оно помогает от холодности органов, особенно печени и желудка, оно открывает также закупорки в нервах и укрепляет их, улучшает цвет лица и сохраняет черноту волос. Для приготовления берут горького куста (костуса) — десять дирхамов, цейлонской корицы — шесть дирхамов, листьев мармахура десять истаров. Их грубо измельчают, размачивают в вине одну ночь, добавляют полтора ритла кунжутного масла и варят в сосуде с двойным дном до тех пор, пока не испарится вино и не останется одно масло.  Есть и другое кустовое масло. Оно полезно при боли в печени и желудке, при суставных болях, обусловленных холодом, и при расслаблении половины тела. Для приготовления второго кустового масла берут гвоздики — укийю, душистого тростника, сумбула (нарда), индийского сададжа, майю, корневища голубого касатика, кирфы, ушны и куста — каждого по две укийи, девясила высокого и цейлонской корицы — каждого по укийе, мирры — половину укийы. Эти лекарства грубо измельчают, в течение одной ночи размачивают в уксусе, добавляют к ним масла и воды — каждого по пяти ритлов и варят на слабом огне до тех пор, пока не испарится вода и не останется масло; его процеживают и смешивают с первым кустовым маслом". "Масло костуса сохраняет волосы молодыми, устраняет чесотку, помогает при болях в спине и почках (втирают с салом осла). Масло куста и клевера очень полезно для нервов. К числу сильных масел против озноба, например, при четырехдневной лихорадке, принадлежат масло куста. " .
Кроме того, согласно описаниям Авиценны, костус входит в состав формул сложных лекарственных средств: Териак Андромаха, "великий спаситель", Бузуркдару, кашка Кесаря, кашка Галена, кашка Гермеса, кашка Салима, большой Замихран, малый Замихран, Каскабинадж, большая и малая Шаджазанийа, Амбрусийа, большой Аристун, Дхамрута,  лекарство из куркумы, лекарство из Лакка, "Ласточка", лекарственная кашка из Костуса, лекарственная кашка царя Кубада, большой Кафтарган, лекарственная кашка аль Кинди, кашка Аристомаха, кашка Амири, большой Тийадаритус, Ийарадж Филагора, хузистанский Джуваришн, масло Рамишдада, Кустовое масло, "звездные лепешечки", масло барикар, масло филфиладовое, Шафранное масло, Фурбийуновое масло  .

### Китай
В традиционной китайской медицине корень индийского костуса является одним из 50 главных растений. У него есть название му ксянг ( китайский :云木香; пиньинь : yún mù xiāng , что означает «древесный аромат»). Он содержится в популярном средстве для улучшения пищеварения Po Chai, а также используется в качестве благовоний.

### Британия
Костус использовался в качестве специи в средневековой Англии, например, как ингредиент зеленого соуса , описанного Александром Неккамом в 12 веке.

### Древний Иудаизм
Корень кыст аль хинди упоминается в раввинистических сочинениях как кошт ( иврит : קשט ), что отражает его форму, напоминающую наконечник стрелы. Он использовался в древнейшем священном благовонии Кеторет, описанном в еврейской Библии и Талмуде. Его возжигали на специальном алтаре для воскурений в Скинии, а также в Первом и Втором Иерусалимских храмах. Кеторет был важным компонентом храмовой службы в Иерусалиме.

## Этномедицинское применение
Согласно аюрведе, медицине унани, сиддхе и традиционной китайской медицине, корни индийского костуса рекомендуются при лейкодерме, заболеваниях печени, почек, заболеваниях крови, застое ци и тридоша. Корни кыст аль хинди применяют главным образом как спазмолитическое средство при астме, кашле, а также при лечении холеры, хронических кожных заболеваний и ревматизма. Корень и порошок используются перорально с теплой водой для лечения проблем с желудком, а паста наносится на воспаленный участок для облегчения боли. Паста из корня наносится на кожу для лечения фурункулов, волдырей и проказы. Листья растения так же съедобны и используются для чая или возжигаются как очищающее благовоние. Согласно поверьям костус отпугивает злых духов и духов болезни, лихорадки. В аюрведе костус используется для укрепления общего здоровья и профилактики болезней, для улучшения ментального здоровья, омолаживающее средство, для улучшения пищеварения и от болезней глаз, а так же как афродизиак и средство улучшения плодовитости для мужчин.
Эфирное масло , полученное из корней кыст-аль-хинди, используется в парфюмерии, благовониях и ополаскивателях для волос. У него сильный стойкий аромат, который сначала имеет запах фиалок, но при старении масла меняется на более неприятный козий запах. Обычно Костус можно найти в продаже виде эфирного масла, молотого порошка или высушенных корней. Еще одно применение растения — ароматические палочки. Эти палочки могут быть созданы из этих корней путем измельчения корней в порошок, а затем формирования структуры палочки. Кроме того, сушеные палочки обычно нарезают тонкими ломтиками, чтобы использовать их в качестве освещения для святынь или в качестве тонизирующего средства для горячих ванн.
| Часть растения            | Регион традиционного применения                  | Биомедицинское и биофармацевтическое применение |
| ------------------------- | ------------------------------------------------ | --- |
| корень                    | Трансгималайский регион                          | Дизентерия, язва, боль в животе |
| отвар корней              | Регион Кулу                                      | Кашель и простуда |
| Корень / корневой порошок | Хакимы и вайдьи Северной Индии                   | В списке перечислены такие заболевания, как четырёхдневная малярия, проказа, постоянная икота, хронический гастрит, язва желудка, ревматоидный артрит, астма, бронхит и болезни, связанные с воспалением |
| Отвар из корня            | Племена толча в регионе Нанда-Деви в Уттаранчале | Боль в животе, зубная боль, брюшной тиф |
| корень                    | Северный горный регион Индии                     | Астма, дизентерия, кожные заболевания и зубная боль |
| корень                    | Горные районы на севере Индии                    | Используется для защиты одежды от насекомых |
| корень                    | Амбала, штат Харьяна                             | Ревматизм, простуда, кашель, головная боль, боль в животе и инфекция горла |
| корень                    | Регион Кашмир                                    | Хронический гастрит, язва желудка и другие воспалительные заболевания |
| корень                    | Регион Кумаон в штате Уттаранчал                 | При боли в животе |
| листья                    | Регион Лахул в штате Химачал-Прадеш              | Съедобные, отпугивает змей, используется как благовоние |

## Биохимия и фармакология
Костус индийский (Saussurea costus) — традиционное лекарственное растение, имеющее высокую коммерческую и фармакологическую ценность. Наибольшую коммерческую значимость имеют корни растения, однако для получения ценных экстрактов также используют цветки и листья. Его корни содержат эфирные масла, сесквитерпеноиды и флавоноиды. Растение обладает разнообразными биологическими свойствами, включая противоопухолевое, антидиабетическое, ветрогонное, стимулирующее и ароматерапевтическое действия, что связано с богатым химическим составом различных его частей.

### Биохимический состав
В составе корней Saussurea costus выявлены разнообразные флавоноиды и фенольные соединения, включая флавоны апигенин, акацетин, байкалеин, лютеолин, диосметин, и агликоны флавонола кверцетин, кампферол, изорамнетин, госсипетин и мирицетин, а также их гликозиды и глюкурониды. Также обнаружены диосгенин, диосмин, дафнетин, скополетин, нарингенин, хлорогеновая кислота, яблочная кислота, янтарная кислота, пироглутаминовая кислота и большое количество диметилглицина .
Из корней индийского костуса были выделены такие соединения как соссюровый лактон, костунолид, дегидрокостуслактон, костиновая, пальмитиновая, линолевая кислоты, β-ситостерол, α-циклокостунолид, алантолактон, β-циклокостунолид, изоалантолактон, изодегидрокостус лактон.
В корнях Кыст аль Хинди впервые в природе были обнаружены уникальные флавоноловые производные скутеллареина, которые были названы Соссюраноидами (Сауссюреаноиды). Их биологическая активность пока не изучена полностью, на данный момент установлено, что сауссюреаноиды обладают противогрибковой и антибактериальной активностью .
Благодаря широкому спектру активных компонентов, растение рассматривается как перспективный объект для дальнейших фармакологических исследований.

### Биологические и фармакологические свойства
В нескольких исследованиях сообщается о различной биологической активности индийского костуса Saussurea costus в различных моделях испытаний in vitro и in vivo. Было обнаружено, что различные экстракты этого растения проявляют противовоспалительную, гепатопротекторную, противоязвенную, противораковую, иммуномодулирующую и пестицидную активность. Водный экстракт индийского костуса оказывал гиполипидемическое действие, снижал общий холестерин и уровень триглицеридов. Сообщается о гипогликемическом действии корня костуса и его потенциальном использовании для лечения диабета. Зарегистрирован противомикробный и противопаразитарный эффект костуса. Первичные эксперименты подтверждают возможности индийского костуса как средства против бронхита и астмы. На основе индийского костуса в перспективе возможна разработка новых фармакологических препаратов для лечения острых и хронических воспалительных состояний, включая болезнь Крона и ревматоидный артрит. В то же время обилие в костусе сесквитерпеновых лактонов могут приводить к аллергии у чувствительных людей, что следует так же учитывать. С другой стороны экспериментальные исследования показали, что экстракт костуса индийского, богатый сесквитерпеновыми лактонами, потенциально может использоваться для терапии аллергических состояний, в том числе аллергических ринитов и атопических дерматитов 
В исследованиях на мышах с колитом показано, что экстракты Saussurea costus значительно уменьшают воспаление и повреждения слизистой — снижают уровни провоспалительных цитокинов (TNF‑α, IL‑1β, IL‑8, IL‑18), усиливают противовоспалительные (IL‑10, IL‑22) и восстанавливают целостность кишечного барьера через повышение экспрессии белков ZO‑1 и Occludin . Кроме того, лечение костусом приводит к перераспределению микробиоты — снижается доля Proteobacteria и повышается количество полезных бактерий, таких как Lactobacillus, что способствует улучшению состояния при воспалении кишечника. То есть кыст аль хинди обладает потенциальным пребиотическим эффектом .
В корнях и листьях Saussurea costus были выделены два новых белковых ингибитора α‑амилазы, ScAI‑R и ScAI‑L, массой около 16 кДа, устойчивых к экстремальным pH и температурам и активируемых ионами Mg²⁺, Ca²⁺ и Hg²⁺. Они подавляют активность α‑амилаз человека почти на 90 %, что схоже с действием препарата акарбоз, и тем самым замедляют расщепление крахмала после еды, что снижает постпрандиальные скачки глюкозы в крови. Кроме того, ScAI‑R и ScAI‑L демонстрируют антимикробную активность и цитотоксичность в отношении клеток колоректального рака, что делает их многообещающими кандидатами для дальнейших исследований в терапии гипергликемии и при онкологических заболеваниях. Таким  образом, корень костуса потенциально может способствовать нормализации уровня глюкозы в крови, замедлить усвоение сахаров и снизить нагрузку на организм после еды .
Экстракты корней и надземных частей Saussurea costus продемонстрировали значимую антиоксидантную и уролитиатическую активность. В исследованиях на моделях in vitro и in silico показано, что водный и этаноловый экстракты способны тормозить кристаллизацию оксалата кальция (этаноловый — на 91 % при концентрации 2 мг/мл) и способствуют снижению массы цистиновых конкрементов (водный — до 6,76 % за 6 недель). Эти результаты подтверждают потенциал S. costus как источника природных антиоксидантов и средств, способствующих профилактике и лечению камнеобразования в мочевыводящих путях in vitro. Для подтверждения эффективности и безопасности необходимы доклинические и клинические исследования .
Предклинические испытания на крысах, подвергнутых интоксикации парацетамолом, показали, что введение метанолового экстракта S. costus (200 мг/кг) существенно снижает уровни апоптотических маркеров (caspase 2, CK‑18), цитокинов TNF‑α и IL‑6, а также miRNA‑34a и miRNA‑223, одновременно восстанавливая активность каталаз и повышая экспрессию гепатопротекторных генов HNF‑1α, sirtuin‑1 и C/ebpα. Гистологический анализ печени показал значительное улучшение структуры тканей у крыс, получавших экстракт, по сравнению с контрольной группой. Экстракт проявил ярко выраженную антиоксидантную активность in vitro и in silico, что подтверждается высоким показателем IC₅₀ по DPPH (≈ 0,123 мг/мл) и значительным значением FRAP (OD ≈ 0,56 при 300 мкг/мл). В совокупности все эти результаты свидетельствуют о гепатопротекторном, противовоспалительном и антиоксидантном действии S. costus, подтверждая его потенциал как источника биологически активных соединений для поддержки функции печени и нейтрализации токсических воздействий .
Исследования на моделях крыс показали, что экстракт корней Saussurea costus (в этаноле) оказывает выраженное кардиопротекторное действие. При токсическом поражении сердца, вызванном блеомицином, введение экстракта улучшало состояние миокарда: снижались уровни ферментов повреждения (LDH, CK‑MB, CK‑total), маркёров воспаления (TNF‑α, IL‑1β, IL‑6, IL‑10) и окислительного стресса (NO, MDA), а также снижалась фрагментация ДНК. Одновременно повышалась активность антиоксидантных ферментов (SOD, CAT, GPx) и уровень глутатиона (GSH), что свидетельствует о восстановлении антиоксидантной защиты сердца. Гистологически наблюдалось улучшение структуры сердечной ткани: исчезновение вакуолизации, некроза и воспаления, восстановление нормальной архитектоники кардиомиоцитов. Во втором исследовании на модели гипотиреоза у самок крыс экстракт также нормализовал уровни ферментов (LDH, CPK), улучшал липидный профиль, снижал окислительный стресс и восстанавливал уровень тиреоидных гормонов (T3, T4), что опосредованно защищало сердце. Улучшения подтверждены и морфологически: наблюдалась регенерация тканей сердца, снижение инфильтрации лимфоцитов, гипертрофии и повреждений сосудов. Биохимически и гистологически установлено, что антиоксидантные и противовоспалительные свойства корня костуса играют ключевую роль в защите сердечной ткани при различных видах нагрузки  .

### Аристолохиевая кислота и отравления
Некоторые интернет-ресурсы сообщают о том, что корень костуса индийского якобы содержит ядовитую аристолохиевую кислоту, которая может приводить к отравлению, развитию рака, повреждению и отказу почек. Научные исследования химического состава корня костуса показывают, что в нем не содержится даже следов аристолохиевой кислоты. Это вещество производится только в растениях из семейства Кирказоновые (Аристолохиевые/Aristolochiaceae). Дело в том, что в Китае очень часто к корням настоящего костуса подмешивают не дорогие корни Аристолохии или Кирказона слабого (лат. Aristolochia debilis), который внешне почти не отличим от настоящего корня костуса, а иногда полностью заменяют костус корнем аристолохии. В Китае это не является запрещенной практикой, поскольку корень аристолохии в торговой номенклатуре называется также как и корень костуса, то есть Radix Aucklandiae. В результате такие поддельные "корни костуса" будут представлять угрозу для здоровья потребителя. В настоящее время ведется разработка методов ПЦР-скрининга растительного сырья, чтобы определить опасную подмену  .

## Торговля
Согласно торговым данным СИТЕС, Китай и Индия являются основными экспортерами самого продукта, а Гонконг следует за ними как известный реэкспортер. Китай был первым задокументированным торговцем S. costus, торговые записи которого датируются 1981 и 1982 годами. Индийский костус является единственным видом Приложения I, который в значительной степени продается на международном уровне в медицинских целях.

## Угроза исчезновения
Индийский костус - одно из лекарственных растений Кашмирских Гималаев, находящихся под угрозой полного исчезновения. Этот вид находится под угрозой из-за нерегулируемого сбора, чрезмерной эксплуатации, незаконной торговли и уничтожения среды обитания. Утрата среды обитания продолжается из-за строительства дорог и военных сооружений во многих районах выращивания, что снижает его урожайность во всем мире. Разрушение среды обитания в виде рекреационной деятельности и урбанизации также ограничивает возможности культивации костуса, что снова снижает глобальный выход этого продукта. Еще одним фактором, сильно влияющим на выживаемость этого вида, является неконтролируемый выпас яков. Самая большая угроза, однако, исходит от использования растения из-за его лечебных свойств. Он занесен в Красную книгу Индии как «находящийся под угрозой исчезновения». За последние 10 лет популяция индийского костуса сократилась на 70%. В северной Индии костус был оценен как «новый вид, находящийся под угрозой исчезновения» в штате Джамму и Кашмир. Законодательство Джамму и Кашмира ввело в действие специальный закон, "Закон Костуса", в 1978 году для регулирования торговли этим ценным растением. Министерство торговли и правительство Индии запретили экспорт 29 лекарственных и ароматических видов растений, в том числе кыст аль хинди (Saussurea costus), запрещен к вывозу из страны как в сыром виде, так и в продуктах переработки 

## Внешние ссылки
- Медиафайлы по теме Кыст-аль-Хинди на Викискладе

- Genus Saussurea phytochemical and pharmacological:  Yang J.L. Wang R. Liu L.L. Shi Y.P. "Phytochemicals and biological activities of Saussurea species. [Review]" [153 refs] Journal of Asian Natural Products Research. 12(2):162-75, 2010 Feb.
- Caldecott, Todd. Ayurveda: The Divine Science of Life. — Elsevier/Mosby, 2006. — ISBN 978-0-7234-3410-8. Contains a detailed monograph on Saussurea lappa (Kushta) as well as a discussion of health benefits and usage in clinical practice. Available online at Todd Caldecott | Kushta